# Јелена Марјановић
Јелена Марјановић (рођ. Крсмановић; Бекова, 28. август 1983 — Београд, 2. април 2016) била је српска певачица која је убијена 2016. године, за шта је оптужен њен супруг Зоран Марјановић.

## Биографија
Рођена је 28. авуста 1983. године у селу Бекова на Голији. Свој први албум издала је 2000. године за продукцијску кућу Реноме из Бијељине. Две године касније издала је албум за Гранд продукцију. Након смрти оца повукла се са естраде и направила дугу паузу. За то време се удала за композитора Зорана Марјановића и родила ћерку, Јану. Године 2013. вратила се на естраду и снимила дует Селе са Ћиром за Гранд. Током наредне две године издала је још неколико синглова, међу којима се налазио и дует Ти и ја са Марком Гачићем.

### Смрт
Убијена је 2. априла 2016. године у Борчи. 
За њено убиство је осумњичен њен супруг, Зоран Марјановић, који је ухапшен 15. септембра 2017. године. Пуштен је да се брани са слободе 12. јула 2018. године. Виши суд у Београду, 22. јула 2022. године, прогласио га је кривим за њено убиство и осудио на 40 година затвора, након чега је поново притворен. Апелациони суд у Београду га је 3. октобра 2023. године пустио из притвора док другостепени процес траје, и 25. децембра исте године укинуо првостепену пресуду и наложио поновно суђење у Вишем суду, које је почело 19. марта 2024. године.

## Дискографија

### Албуми
- Ти губиш (2000)
- Мангупе (2002)

### Синглови (2013–2015)
- Селе
- Фама
- Чија си срећа несрећо
- Било ми је лако
- Ти и ја